# Franz Curti
Franz Curti, pseudonimo di Jean Baptist Joseph Franz Henry Curti (Kassel, 16 novembre 1854 – Dresda, 6 febbraio 1898), è stato un compositore svizzero.

## Biografia

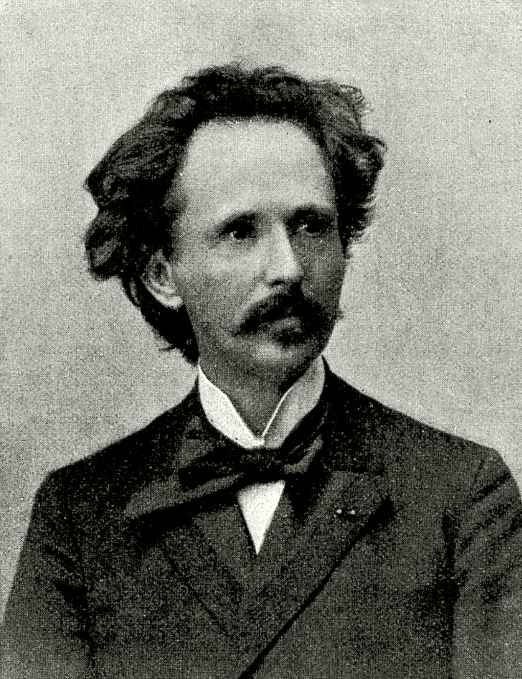
Franz Curti nel 1884

Figlio dell'avvocato e cantante lirico di corte Anton Curti (1820-1887) e di sua moglie, Marie Clementine, nata Gräbner (1827-1898). Dal momento che suo padre era molto impegnato nei vari teatri d'opera d'Europa, dal 1864 Franz Curti crebbe con lo zio a Rapperswil, in Svizzera, sulle rive del lago di Zurigo. Oltre alle lezioni scolastiche, imparò a suonare il pianoforte, l'organo e il violino. Dopo essersi diplomato al liceo nel 1871, si recò in Italia per riprendersi da una malattia ai polmoni, e lì rimase colpito dalla musica operistica.
Completò poi i suoi studi di medicina a Berlino nel 1880 con l'esame di stato, ed aprì uno studio dentistico a Dresda. Oltre al suo lavoro, prese lezioni di composizione da Edmund Kretschmer (1830-1908) e Heinrich Schulz-Beuthen (1838-1915).
Sempre nel 1880 Franz Curti aveva sposato la figlia dello storico dell'arte di Dresda Friedrich von Boetticher, Eugenie von Boetticher (nata nel 1858); la coppia ebbe quattro figli: Johanna Eugenie (1881-1957), Friedrich Albert (1883-1949), Hertha (1887-1978) e Reinhard Johannes (1890-1972).
Franz Curti pubblicò la sua prima composizione, "Die Gletscherjungfrau" nel 1882, e la sua prima opera, "Hertha", ricevette la medaglia d'oro per l'arte e la scienza dal duca Ernst I di Sachsen-Altenburg nel 1887. La svolta internazionale arrivò nel 1896, due anni prima della sua morte, con l'opera Lili-Tsee. Franz Curti purtroppo non visse abbastanza per vedere la prima rappresentazione della sua ultima opera "Das Rösli vom Säntis" nel 1898, poiché morì quello stesso anno, all'età di soli 44 anni per una polmonite. Franz Curti fu sepolto nel cimitero Johannisfriedhof, a Dresda.
Lasciò molte opere liederistiche e corali che furono fortemente influenzate dal romanticismo tedesco, ma si occupò anche più volte della Svizzera, che sentiva come la sua autentica patria. In particolare le sue canzoni per i cori maschili sono rimaste nel repertorio operistico svizzero per molto tempo.

## Opere

### Cori maschili
- Se fossi al chiaro di luna, in: Sei quartetti vocali, op.2
- Due molle, Op. 8
- Quattro quartetti maschili, op.12
- La pace della notte, op.17
- La battaglia (F. v. Schiller), op. 45

### Canzoni per voce
- Al lago, op.6
- Ave Maria, Op. 7
- Beatitudine, Op. 11
- Ninna nanna di Maria, Op. 16

### Musica di scena e opere
- The Glacier Maiden (M. Vollhardt-Wittich), cantata (poi adattata in opera), 1882
- Hertha (M. Vollhardt-Wittich), 1887[4]
- Reinhard von Ufenau, 1889[5]
- Redento, 1895
- Lili-Tsee, 1896
- Il Rösli di Säntis, 1898

### Musica strumentale
- Sinfonia in si bemolle maggiore, op.14
- Semele (F. von Schiller), 1887
- Svizzera, Suite orchestrale, 1892
- Schneefried, 1895